# Neil Murray
Philip Neil Murray  (* 27. August 1950 in Edinburgh, Schottland) ist ein schottischer Rock- und Popmusiker. Jahrelang war er der Bassist der Rockgruppen Whitesnake und Black Sabbath.
Daneben gründete er 1994 mit Queens Live-Keyboarder Spike Edney die SAS Band, eine Coverband, die in ganz Europa live auftritt.
Wesentlich erfolgreicher war und ist Murray als Session- und Studiomusiker. Seit Beginn der 1990er Jahre arbeitet Murray hauptsächlich als freier Musiker. So arbeitete er live auf der Bühne und auch teilweise im Studio unter anderem für Spike Edney, Michael Schenker, Brian May, Steve Vai, Joe Satriani, Paul Rodgers, Robert Palmer, Scorpions, Jimmy Barnes, Ian Gillan, Ozzy Osbourne, John Martyn, Bill Bruford, Graham Bonnet, Randy California, Allan Holdsworth, Kerry Ellis, Jeff Beck, Cozy Powell, Bobby Rondinelli, John Sykes und viele andere.

## Colosseum II
Als Jon Hiseman 1975 Colosseum II gründete, war Neil Murray mit dabei und spielte auf Strange New Flesh, dem ersten Album der Gruppe.

## Whitesnake
Neil Murray war vom Beginn von Whitesnake im Jahre 1978 bis 1987 der Bassist der Band.

## Black Sabbath
In den Jahren 1989–1991 und 1994–1997 war er mit Cozy Powell Bandmitglied bei der Band Black Sabbath. Cozy Powell brachte damals den Bassisten Murray mit in die Band ein. Tony Iommi entließ 1991 Murray und Powell um den Weg für eine Wiedervereinigung mit den ehemaligen Mitgliedern Ronnie James Dio und Vinny Appice sowie dem Gründungsmitglied Geezer Butler zu ebnen. 1994 kündigten Butler und Rondinelli und wurden erneut von Murray und Powell ersetzt.

## Brian May Band
Von 1992 bis 1998 war er Bassist bei den Live-Auftritten der Brian May Band. Gemeinsam mit dem Live-Queen-Keyboarder Spike Edney, Cozy Powell und Jamie Moses bildete Murray die Band rund um den Queen-Gitarristen bei dessen ersten Solotour.

## SAS-Band
Nach der ersten Brian May Band Tour 1992/1993 gründete Spike Edney die SAS Band (Spike’s All Star Band). Die Originalbesetzung mit Jamie Moses (Gitarre, Voc.) Neil Murray (Bass), Cozy Powell (Drums) wurde von Edney übernommen. Die SAS Band tritt aktuell immer noch regelmäßig auf, aber in wechselnder Besetzung – nur Jamie Moses und Chris Thompson gehören neben Edney zur Stammformation. Neil Murray nimmt jedoch hin und wieder teil.

## Peter Green’s Splinter Group
In den Jahren 1997 bis 1998 gehörte Neil mit Cozy Powell und Spike Edney zum Line-Up der Splinter Group. 1998 wurde er dann durch Pete Stroud ersetzt.

## Michael Schenker Group
Neil Murray spielte auf dem 2008 erschienenen Album In The Midst of Beauty von MSG Schenker-Barden die Bassgitarre sowie 2010 bei The Michael Schenker Group auf der Platte (und DVD) The 30th Anniversary Concert - Live in Tokyo. Außerdem ist er 2011 zu hören, jedoch lediglich als Gast, auf dem Solo-Album Temple of Rock von Michael Schenker im Lied How Long/How Long (3 Generations Guitar Battle Version).

## Queen
In den Jahren seit 2000 spielte Neil Murray in der Begleitband mit den beiden Queen-Musikern Brian May und Roger Taylor. Dort traf Neil Murray erneut auf seine SAS und Brian May Band Kollegen Jamie Moses und Spike Edney. Sie spielten dabei auf dem Queen’s Jubilee Concert im Jahre 2002 im Buckingham Palace, einem Konzert vor 100.000 Menschen in Amsterdam anlässlich des Queens Days und dem Konzert Pavarotti and Friends von Luciano Pavarotti in Modena, Italien. Am 29. November 2003 traten Queen in Kapstadt auf dem 46664-Konzert von Nelson Mandela auf. Neben Neil Murray treten mit Taylor und May in der Regel Spike Edney und Jamie Moses auf.

## We will Rock you
Im Jahre 2002 bekam Murray den Job als Bassist und Musikalischer Direktor in dem Rockmusical We will Rock You der beiden Queen-Musiker, in welchem Murray seitdem spielt.

## Queen + Paul Rodgers
Am 14. und 16. Oktober 2008 ersetzte Neil Murray kurzfristig den erkrankten Danny Miranda bei zwei Konzerten der Cosmos Rocks Tour des Line-Ups Queen + Paul Rodgers. Ursprünglich hatten Taylor und May Murray schon für die Tour 2005/06 Return of the Champions von Queen + Paul Rodgers verpflichten wollen. In Fankreisen munkelte man allerdings, dass dies daran scheiterte, dass Paul Rodgers und Neil Murray persönliche Differenzen hatten. Bei den Queen + Paul Rodgers Projekten traten Brian May und Roger Taylor somit zum ersten Mal nicht mit ihrer vollständigen Stammband auf.